# 白培中
白培中（1963年10月—），山西五台人，1983年9月参加工作，1986年12月加入中国共产党，中国矿业大学硕士研究生，高级工程师。山西焦煤集团原董事长、党委书记。因被小偷入室抢劫1078万元人民币现金与等价物（一度盛传其家中被劫5000万）而牵出贪腐行为导致其落马，因而被网友称为“小偷反腐”。

## 生平
2011年11月24日，一条微博引爆网络：“惊爆：近日，山西焦煤集团董事长白培中家中被劫数千万现金，其妻报案谎称被抢300万。犯罪嫌疑人被抓获后，总价值却是近5000万元东西，其中：人民币600万元，港币100万元，美元27万元，欧元300万元。金条七八公斤，另外还有名表、钻戒、项链等名贵奢侈品。”12月22日，中共山西省委决定，免去白培中山西焦煤集团董事长、党委书记职务。12月25日，山西省纪委宣布对白培中“双规”，山西省检察院同时介入调查。
2012年12月13日，山西省晋中市中级人民法院对白培中家中被抢劫一案作出一审判决，认定白培中贪污、被抢5876870元人民币、17000元美元、85390元欧元、300070元港币、5000元加拿大元；银行卡余额人民币1285714.39元；金饰品、金条价值1193223元人民币；玉器31件价值927450元人民币；手表10块，价值395090元人民币；银元356块，价值人民币242080元；三星、诺基亚手机各一部，价值9269元人民币。两名被告人罗某、李某分别被判处死刑、缓期两年执行和无期徒刑。
该案件也牵出白培中违纪行为。据官方的查明结果，被抢财物中，除白培中本人及家属合法收入及其妻子两次开颅手术期间亲友援赠款项外，有84万余元财物涉及违纪。其中，白培中在担任山西焦煤集团董事长、党委书记期间，接受公务活动中馈赠贵重物品价值14.79万元，未按规定上交组织；白培中妻子收受其属下礼金共计70万元。不管白培中是否知情，都严重违反了领导干部廉洁自律有关规定，构成违纪。经山西省纪委研究并报请批准，决定给予白培中留党察看一年处分。
2016年12月21日，江苏省苏州市中级人民法院公开宣判白培中受贿、行贿案，对被告人白培中以受贿罪判处有期徒刑13年，并处罚金人民币300万元；以行贿罪判处有期徒刑一年，决定执行有期徒刑13年6个月，并处罚金人民币300万元。苏州中院认定，2001年至2011年，白培中利用担任霍州煤电集团总经理、董事长、山西焦煤集团董事长、党委书记等职务的便利，为他人在煤炭供应、职务晋升、工作岗位调整等事项上谋取利益，收受杨振兴、胡建伟等人给予的财物，共计折合人民币3513.508503万元。2011年11月13日，白培中家被抢劫，为避免因家庭财产与收入不符而暴露经济问题，白培中请托时任太原市公安局副局长的戴来伟提供帮助，谋求降低被劫财物数额，通过胡建伟等人给予戴来伟人民币20万元。同日，与白培中家被抢劫案相关的山西省太原市公安局原副局长戴来伟滥用职权、受贿，刑侦支队原副支队长张维屹滥用职权、贪污、受贿，刑侦支队二大队原副大队长李永平滥用职权、贪污、受贿、行贿，刑侦支队二大队命案中队原副中队长续文靖滥用职权、受贿案亦在江苏省镇江市中级人民法院公开宣判。